# Coelioxys rufescens
Coelioxys rufescens là một loài ong trong họ Megachilidae. Loài này được Lepeletier & Audinet-Serville miêu tả khoa học đầu tiên năm 1825.